# 遠山友政
遠山 友政（とおやま ともまさ）は、戦国時代から江戸時代初期にかけての武将・大名。美濃国苗木城の城主、苗木藩の初代藩主。遠山友忠の三男（嫡男）。母は織田信長の姪で、通称は初めは三郎兵衛と言ったが、後に父と同じ久兵衛に改めた。

## 略歴

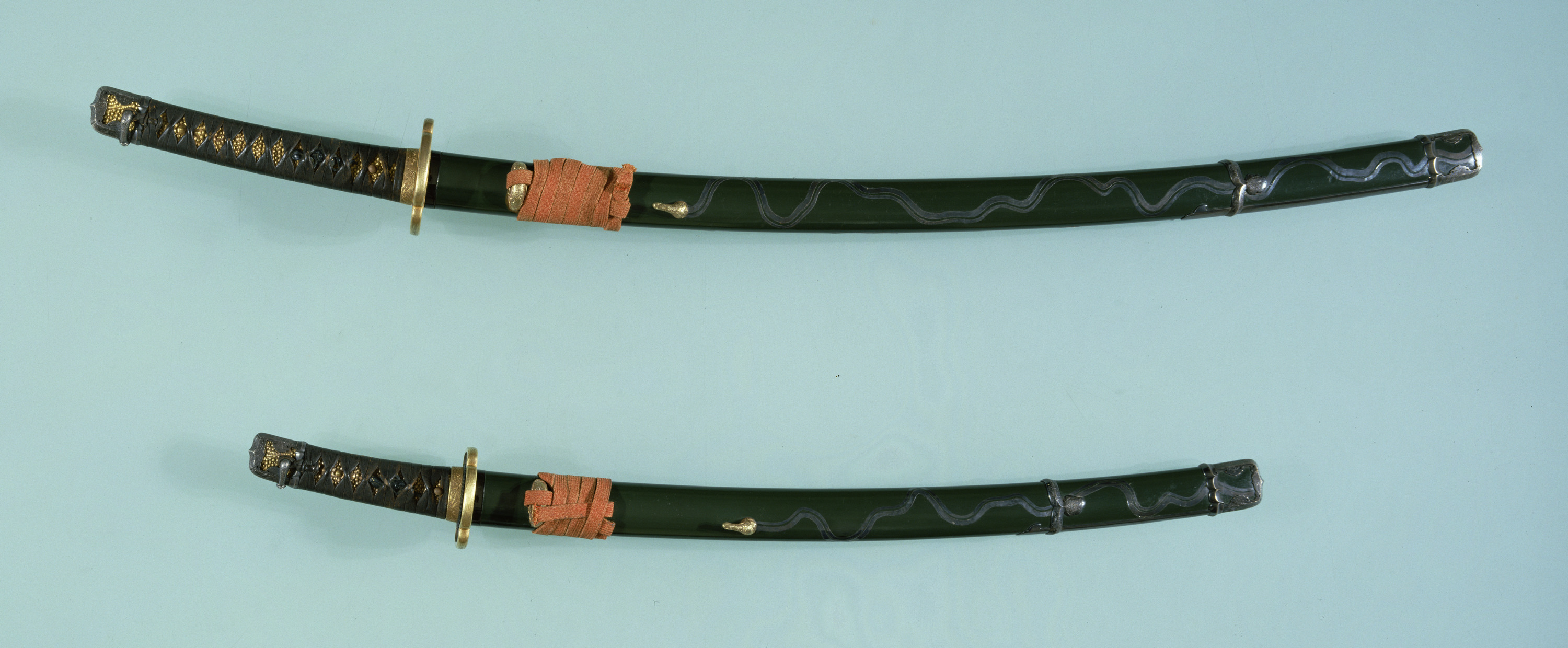
伝・遠山友政所用の青漆銀流水文半太刀大小（東京国立博物館所蔵）

弘治2年（1556年）、飯羽間遠山氏として飯羽間城(現在の岐阜県恵那市岩村町飯羽間)で生まれた。
元亀3年（1573年）、父の遠山友忠が明照遠山氏を嗣ぐことになり、父と伴に阿寺城に移ったが、その後苗木遠山氏を嗣いでいた祖父の遠山友勝が亡くなったため、父の友忠と共に苗木城に移った。
天正2年（1574年）、武田勝頼が東濃に侵攻した際に、長兄で飯羽間城主の遠山友信は武田方に内応し、次兄遠山友重は阿寺城が落城の際に討死した。このため三男の友政が苗木遠山氏の家督を継ぐことになった。
天正8年(1580年)、美濃土岐郡高山城主の平井頼母の次女の松姫を娶った。
天正10年6月2日（1582年6月21日）本能寺の変で織田信長が明智光秀に討たれると状況は一変し、羽柴秀吉から兼山城主の森長可に随身するように指示されたが、友政はこれを断った。
天正11年（1583年）、東美濃の覇権を巡って森長可と争い、その降誘を蹴って戦って敗れた。友政は父や家臣をつれて、浜松城の徳川家康を頼って落ち延び、菅沼定利の配下に属した。
天正13年（1585年）12月12日付で、徳川家康が、下条康長(牛千代)に対し、天文年間から下條氏が占領していた恵那郡落合村を遠山友政(久兵衛)に、そして恵那郡上村を明知遠山氏の遠山勘左衛門へ引き渡すよう書状を送り命じている。
天正18年（1590年）の小田原征伐後、徳川氏が関東転封となると、榊原康政（あるいは井伊直政）に属して、その領地である上野国館林に移った。この時に苗木遠山氏の遠山弥右衛門景利が榊原康政の家臣となり500石を得ている。
慶長5年（1600年）、上杉景勝が命令に従わないとして家康が会津征伐を始めると、石田三成が決起して関ヶ原の役が始まった。この時、東美濃では岩村城主の田丸直昌、苗木城主の河尻秀長、犬地城主の遠藤胤直、また犬山城主で木曽代官も兼務していた石川貞清等は尽く西軍に属した。
徳川秀忠を大将とする東軍が中山道を進軍して来ると知ると、彼らはこれを封鎖しようとしたので、家康は改易した木曾義利の元家臣であった山村良勝・千村良重・苗木遠山氏の友政・明知遠山氏の利景・小里光親・妻木頼忠に、故郷に戻って兵を集めて城を取り戻すように命じた。
家康は友政を召し出して木曽路と美濃への道筋を聞いたところ友政は詳細に言上した。これにより家康より鉄砲30丁と玉薬2万個、黄金10枚を拝領した。
慶長5年（1600年)8月8日、友政は山村良勝・千村良重・馬場昌次・小笠原靱負とともに館林を出発した。
河尻秀長は、家康が東征の際には大坂警衛を命じられて大和口の守備に任務しつつあったが、ついに西軍に属した。苗木城は関盛祥が城代として守っていた。
友政は木曾衆の応援を受けて旧領に入ると、従う者は奥田次郎右衛門・遠山次郎左衛門・伊藤五郎左衛門・井口善右衛門・保母清右衛門・小倉猪右衛門・井口與三左衛門等で、次いで陶山茂左衛門、棚橋八兵衛・纐纈藤左衛門・伊藤太兵衛などが次々に付属した。
中津川・駒場に放火した上で苗木付近の数百人の領民を諭して味方につけて眞地平に陣を敷いて城に迫り、関盛祥は防戦は無理と見て家臣の大塚将監・犬飼半左衛門・乗竹八右衛門等と共に苗木城を出て上地村を経て木曽川を渡り伊那方面へ去った。友政は18年ぶりに風吹門から入城した。
遠山利景は明知城、小里光忠は小里城、妻木頼忠は妻木城を各々奪還して最後に岩村城を包囲したところで関ヶ原の勝敗が決したため、田丸主水は投降し岩村城を友政らに明け渡した。(東濃の戦い)。
徳川秀忠軍が木曽路を西に向かって進軍した際に沿道の住民は悉く山中に隠れるなどして離散し人がおらず、秀忠軍の兵士は食料を得ることができなかった。友政は所々に制札を立てて離散していた住民を家に帰らせて、米、大豆、馬などを秀忠軍に献じ、また大井宿にて秀忠に駿馬を献じた。
結局、秀忠軍は関ヶ原の戦いに遅れて参戦できなかったが、木曾衆と東濃衆の活躍が家康から評価され、河尻秀長に没収されていた苗木城と恵那郡北部と加茂郡東部の旧領1万500石の知行を回復し、苗木藩が成立し初代藩主となった。
慶長7年（1602年）、友政は代官と庄屋勤務定書を公布した。
慶長10年（1605年）、永不作田畑開発定書を出して開墾奨励を勧め、2,129石の新田高を得た。
慶長15年（1610年）、家康が駿府城を再建した際には友政を奉行とした。友政は普請用の材木3千余本を福岡村の東山から伐出して用に充てた。これにあたり友政は日比野村の神明社と福岡村の天王社に祈願を込めた。駿府城の再建が無事に終了した後に、この2社に感謝して修築している。駿府城再建にあたり家臣の棚橋八兵衛が尽力し、その功により家老に列した。
慶長19年（1614年）の大坂冬の陣では伊勢国桑名城を守備した。
元和元年（1615年）の大坂夏の陣では松平忠明の隊に属して武功を挙げた。この際に遠山勘兵衛・小倉猪右衛門・井口三九郎・纐纈藤左衛門・石黒久三郎・遠山源兵衛・福岡惣八郎らの家士が従って参戦した。
同年、友政は天正2年(1574年)に武田勝頼が東濃へ侵攻した時に焼亡させられた苗木遠山氏の菩提寺の廣恵寺の代わりとして、新たに菩提寺を建立することを発願し、帰依していた八百津町の大仙寺（正傳寺という説もある）の維天継縦を開山として招請したが、維天は高齢であったため、代わりに関市にある梅龍寺8世(加治田龍福寺2世)の夬雲玄孚を推挙した。
元和元年(1615年)、友政は苗木に雲林寺を開基し、夬雲玄孚が開山した。
元和5年（1620年）、苗木城で死去した。享年65。法名は雲林寺殿心月宗伝居士。苗木藩主は嫡男の秀友が嗣いだ。